# Погорільська сільська рада (Теплицький район)
| Погорільська сільська рада — колишній орган місцевого самоврядування у Теплицькому районі Вінницької області з адміністративним центром у с. Погоріла. Сільській раді підпорядковані населені пункти: - с. Погоріла - с. Кизими |

## Склад ради
Рада складається з 12 депутатів та голови.

## Керівний склад сільської ради
| ПІБ                          | Основні відомості                                                                  | Дата обрання | Дата звільнення |
| ---------------------------- | ---------------------------------------------------------------------------------- | ------------ | --------------- |
| Шарандак Володимир Іванович  | Сільський голова, 1946 року народження, освіта, член Соціалістичної партії України | 26.03.2006   | 31.10.2010      |
| Сокирський Денис Віталійович | Сільський голова, 1986 року народження, освіта вища, член Партії регіонів          | 31.10.2010   |                 |

Примітка: таблиця складена за даними джерела